# Double Eagle II

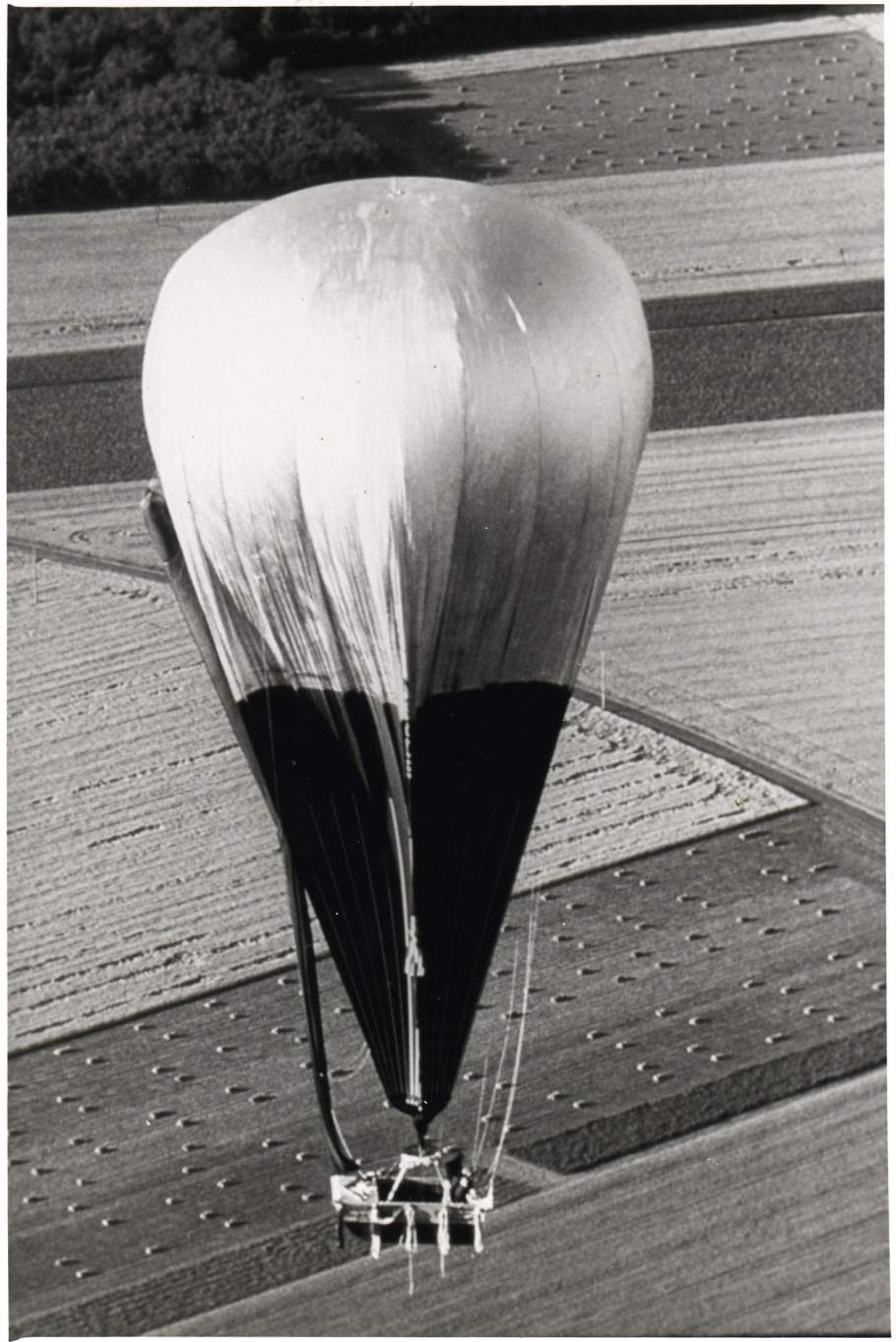
Double Eagle II vliegt over Presque Isle in Maine (1978)

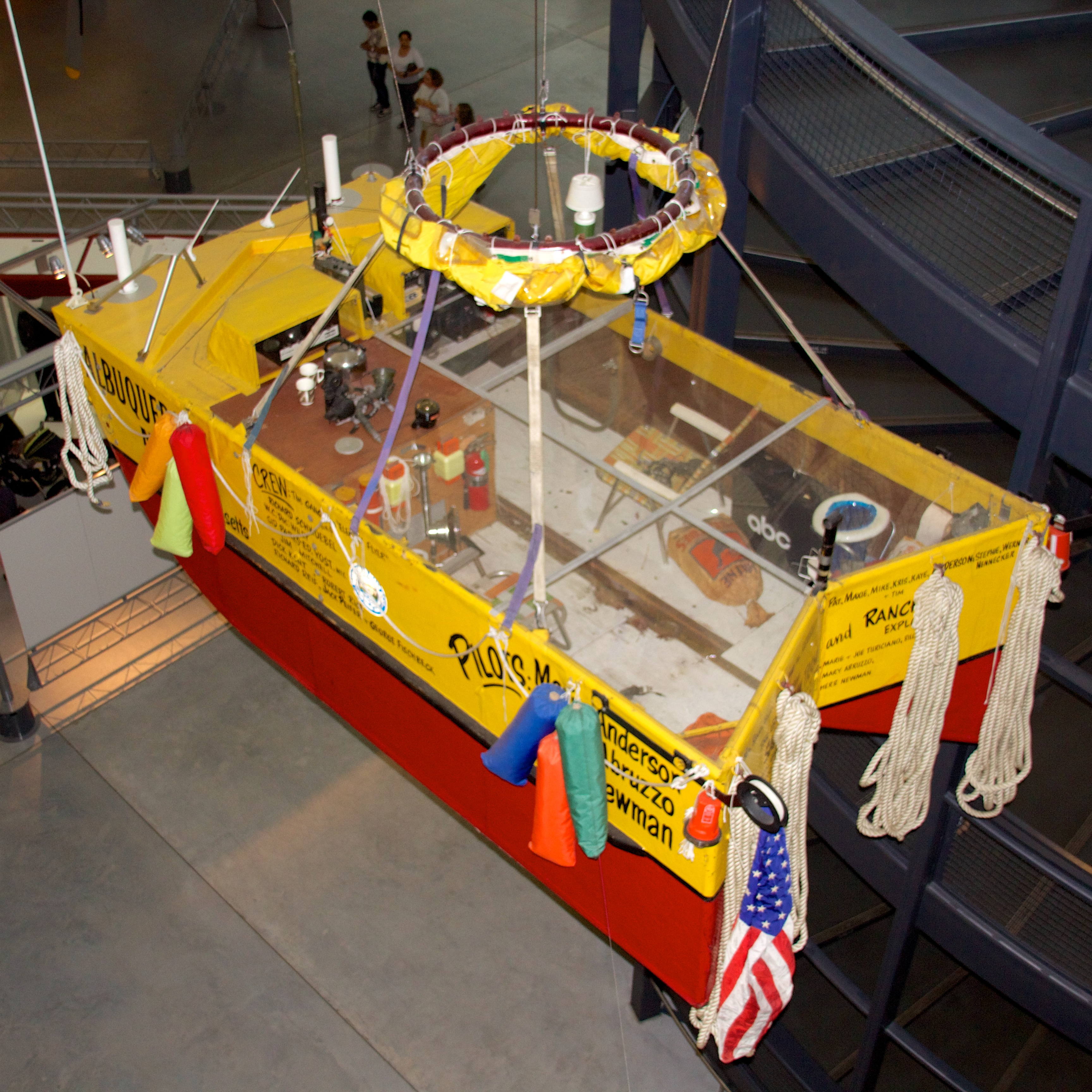
Gondel van de Double Eagle II, genaamd The Spirit of Albuquerque in het Steven F. Udvar-Hazy museum in Washington D.C.

Double Eagle II was de naam van de eerste gasballon waarmee de hele Atlantische Oceaan werd overgestoken. De Amerikaanse bemanning bestond uit Ben Abruzzo, Maxie Anderson en Larry Newman.
De ruim 35 meter hoge volledig met helium gevulde ballon, met daaronder de gondel genaamd The Spirit of Albuquerque, verliet Maine in de Verenigde Staten op 12 augustus 1978. En landde succesvol op 17 augustus in Miserey in Frankrijk na een ballonvaart van 5001 kilometer in 137 uur en zes minuten (5 dagen plus 17 uur).
De transatlantische vlucht van de Double Eagle II was de eerste geslaagde poging in een eeuw waarin 14 (bekende) pogingen waren gedaan voor een ballonvaart over de Atlantische Oceaan. Sommige bemanningen hiervan zijn nooit teruggevonden.

## Andere geslaagde transatlantische ballonvaarten
- In september 1986 maakte de Nederlandse ballon Dutch Viking (PH-EIS) de eerste Atlantische oversteek met een Europese bemanning en de eerste met een vrouw aan boord in de recordtijd van 51 uur en 14 minuten. De Dutch Viking was een Rozièreballon, een combinatie van een Helium- en een heteluchtballon.

- De eerste Atlantische-Oceaanoversteek met een volledige heteluchtballon vond in juli 1987 plaats met de Virgin Atlantic Flyer.